# Weißruthenisches Jugendwerk

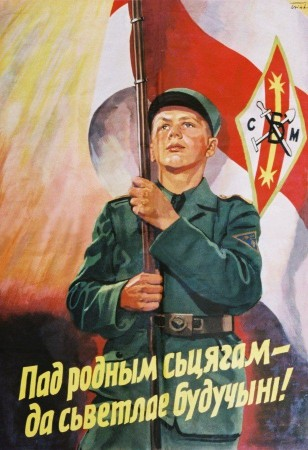
Propagandaplakat des WJW mit der Aufschrift „Unter der heimischen Flagge in eine leuchtende Zukunft!“

Das Weißruthenische Jugendwerk (WJW; belarussisch Саюз беларускай моладзі/Sajuz Belaruskaj moladzi, SBM) war eine nationalsozialistische Jugendorganisation, die während des Zweiten Weltkriegs im besetzten Belarus mit der deutschen Besatzungsmacht kollaborierte.

## Geschichte
Das Weißruthenische Jugendwerk wurde am 22. Juni 1943 im Auftrag von Generalkommissar Wilhelm Kube mit dem Ziel gegründet, dem Arbeitskräftemangel in Deutschland entgegenzutreten. Zu diesem Zweck sollten die Mitglieder des Jugendwerks propagandistisch beeinflusst und geschult werden, so dass diese Jugendlichen dann selbst als Sprachrohr der deutschen Propaganda unter ihren Altersgenossen wirken und diese dazu überreden sollten, sich freiwillig für den Arbeitseinsatz im Reich zur Verfügung zu stellen.
Nachdem die Anwerbemaßnahmen die ersten fünf Monate sehr schleppend verlaufen waren und nur mäßigem Erfolg hatten, verpflichtete der SS- und Polizeiführer (SSPF) für „Weißruthenien“ Curt von Gottberg die Schuldirektoren des Landes dazu, die Schüler für den Eintritt ins WJW zu „sensibilisieren“. Die Lehrer wurden dabei verpflichtet, möglichst hohe Eintrittsquoten ihrer Schüler zu melden. Den Schülern wurde durch einen Mix von Versprechungen und Drohungen der Eintritt nahegelegt. So bedeutete man ihnen, nur auf diese Weise Berufs- und Arbeitschancen erhalten zu können. Ende 1943 wurden junge Männer aus dem Weißruthenischen Jugendwerk für die SS und die Wehrmacht angeworben. Die Rekrutierung von Arbeitskräften erfolgte von Anfang an. Anfang 1944 verfügte das WJW über 8600 Mitglieder. Bis zum Ende der deutschen Besatzungszeit erweiterte sich die Zahl auf etwa 12.000 Mitglieder.

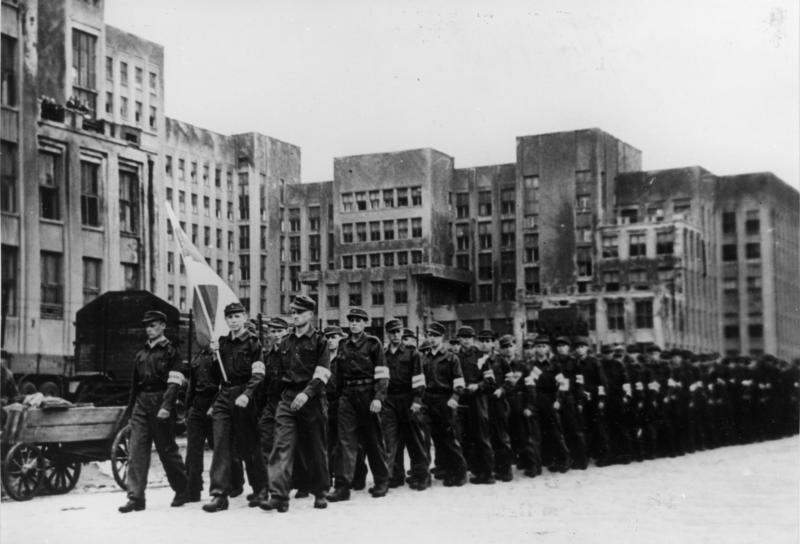
Jugendliche des Weißruthenischen Jugendwerks marschieren in Minsk in Richtung Bahnhof, sie sollen in Deutschland für den Kriegseinsatz ausgebildet werden (Juni 1944)

Durch das Vorrücken der Roten Armee 1944 wurde die Organisation aufgelöst. Während sich ein Teil der Mitglieder in den Westen absetzte, verblieb der Großteil im Land. Der Erfolg der Anwerbemaßnahmen bis zum Zeitpunkt der Auflösung war eher bescheiden. Zwar konnten im Frühjahr 1944 zwei SS-Kompanien aus Mitgliedern des Jugendwerks aufgestellt werden und einige Freiwillige meldeten sich sporadisch für den Arbeitseinsatz im Deutschen Reich. Doch selbst im Bereich Baranowicze, der absoluten Hochburg der Anwerbemaßnahmen, konnte nur etwa jeder zehnte Jugendliche zum Eintritt bewegt werden, in anderen Bereichen nur ein Bruchteil davon. Und auch von diesen wurde in der Regel alles versucht, in Weißrussland eine Arbeitsmöglichkeit zu erhalten und mit der Jugendwerksmitgliedschaft eher die Hoffnung einer Art „Versicherung gegen den Einsatz zur Zwangsarbeit“ verbunden.

## Ideologische Ausrichtung
Das Weißruthenische Jugendwerk war stark an die Hitlerjugend angelehnt. Die Mitglieder sollten dabei „im Geiste des weißrussischen Patriotismus erzogen werden“. Die Spitze des Führungsstabs des WJW stellte Michas Ganko, für die Arbeit unter den Mädchen war Nadzeja Abramava zuständig. Sowohl die Mädchen- als auch die Jungenorganisationen gliederten sich in drei Altersgruppen: 10- bis 14-Jährige, 15- bis 18-Jährige sowie 19- bis 20-Jährige. Der Beitritt erfolgte nur dann, wenn die weißrussische Herkunft nachgewiesen werden konnte. Die Mitglieder erhielten dabei spezielle Uniformen: khakifarbene für die Jungen sowie blau-weiße für die Mädchen. Ab Juli 1943 gab die Organisation ihre eigene Zeitschrift „Žyve Belarus“ („Es lebe Weißrussland“) heraus. Bei Versammlungen und Radioprogrammen wurde Propaganda verbreitet mit der Kernaussage, die deutsche Besatzungsmacht als Verfechter der weißrussischen Nationalidee zu präsentieren. Zudem wurde den Jugendlichen auf Abendveranstaltungen und Schulungskursen die weißrussische Variante des Nationalsozialismus nahe gebracht. Junge Aktivisten, die entsprechend indoktriniert und gegenüber Gleichaltrigen als Multiplikatoren der NS-Propaganda instrumentalisiert werden sollten, besuchten Schulungskurse zu Themen wie „Adolf Hitler – unser Befreier“, „Juden und Bolschewisten – unsere Feinde“, „Was ist das Neue Europa?“ oder „Welche Rolle spielt der Nationalsozialismus im Leben der deutschen Jugend?“